# Ferdinand de Stuers
 (août 2024).
Pour les articles homonymes, voir de Stuers.
Ferdinand Lambert Corneille Marie de Stuers, né à Ypres le 14 décembre 1835 et mort à Bruxelles le 2 juin 1900, est un homme politique belge.

## Fonctions et mandats
- Secrétaire d'ambassade à Rome : 1863
- Adjoint à l'ambassade de Lisbonne : 1869-1870
- Directeur des courses de chevaux (hippodrome de Wellington) à Ostende : 1878-1900
- Conseiller provincial des Flandre-Occidentale : 1876-1880
- Membre de la Chambre des représentants de Belgique : 1887-1888, 1892-1894

## Sources
- Louis VAN RENYNGHE DE VOXVRIE, Descendance de Jean-Bernard van Zuylen van Nyevelt et d'Isabelle du Bois, Brugge, 1964.
- Luc SCHEPENS, De provincieraad van West-Vlaanderen, 1836-1921, Tielt, 1976.
- Jean-Luc DE PAEPE & Christiane RAINDORF-GERARD, Le Parlement belge, 1831-1894. Données biographiques, Brussel, 1996.
- Oscar COOMANS DE BRACHÈNE, État présent de la noblesse belge, Annuaire 1999, Brussel, 1999.